# Exiliniscus chandravoli
Exiliniscus chandravoli är en kräftdjursart som beskrevs av George 200. Exiliniscus chandravoli ingår i släktet Exiliniscus och familjen Nannoniscidae. Inga underarter finns listade i Catalogue of Life.